# آپولو (منظومه کوپرنیک)
آپولو (انگلیسی: Apollo) ویترای یا شیشه‌ طراحی‌شده رنگی است که در سال ۱۹۰۳ توسط استانیسواف ویسپیانسکی خلق شد.